# Zajelcovskaja (stanice metra v Novosibirsku)
Zajelcovskaja (Заельцовская) je stanice metra v Novosibirsku, konečná stanice na lince Leninskaja. Leží mezi stanicí Gagarinskaja a zamýšlenou stanicí Botaničeskij sad. 
Nalézá se v Zajelcovském rajónu, pod Kalininovým náměstím, které je důležitým dopravním uzlem města.

## Historie

### Jméno
Od počátku se počítalo s tím, že stanice ponese jméno Ploščaď Kalinina podle náměstí, pod kterým má být budována. Ve všech plánech ze sovětského období je tak jmenována, ale nakonec to byl jen pracovní název. V roce 1991, když se začalo s budováním, se rozpadl Sovětský svaz a stanice metra se přestaly nazývat jmény komunistických činovníků. Jméno bylo zvoleno podle řeky Jelcovky, která protéká Zajelcovským rajónem – Zajelcovskaja.

## Stanice v číslech
- Nástupiště má standardní délku 102 m, stejnou jako všechny stanice novosibirského metra, což umožňuje vypravovat soupravy až o pěti vagónech; využívají se čtyřvagónové.
- V roce 2017 byl průměrný denní počet cestujících 30,4 tisíc. Stanice je co do zatížení druhou v Novosibirském metru – po Ploščadi Marksa.